# Force (Italie)
Force est une commune italienne d'environ 1 500 habitants, située dans la province d'Ascoli Piceno, dans la région Marches, en Italie centrale.

## Administration
| Période                                  | Période | Identité | Étiquette | Qualité |
| ---------------------------------------- | ------- | -------- | --------- | ------- |
|                                          |         |          |           |         |
| Les données manquantes sont à compléter. |         |          |           |         |

### Communes limitrophes
Comunanza, Montefalcone Appennino, Montelparo, Palmiano, Rotella, Santa Vittoria in Matenano, Venarotta